# Jack Richardson (produttore)
Jack Richardson CM (23 giugno 1929 – 13 maggio 2011) è stato un produttore discografico canadese).
Richardson è noto principalmente per aver prodotto i maggiori successi dei Guess Who dal 1969 al 1975. A partire dal 2002 il premio di "Produttore dell'anno" assegnato ai canadesi Juno Awards è stato rinominato in onore a Richardson.
Suo figlio è Garth Richardson, anch'egli produttore discografico.

## Discografia parziale
- The Guess Who - Wheatfield Soul, Canned Wheat, American Woman
- The Irish Rovers - Wasn't That A Party, Grandma Got Run Over by a Reindeer
- Bob Seger - Night Moves
- Alice Cooper - Love It to Death (co-prodotto con Bob Ezrin), Muscle of Love (co-prodotto con Jack Douglas)
- Kim Mitchell - Kim Mitchell (co-prodotto con Mitchell)
- Manowar -Hail to England,Sign of the Hammer
- Max Webster - Universal Juveniles
- Moxy - Moxy II
- Poco - A Good Feelin' to Know, Crazy Eyes, Seven
- Badfinger - Say No More
- Sword - Sweet Dreams
- Dan Schafer- A Day Without You, Dear (RCA US & Canada single)
- Tufano & Giammarese - Dennis Tufano and Carl Giammarese - The Tufano & Giammarese Band, Ode (1975)